# オーベルンキルヒェン
オーベルンキルヒェン (ドイツ語: Obernkirchen, ドイツ語発音: [oːbɐnˈkɪrçn̩]) は、ドイツ連邦共和国ニーダーザクセン州シャウムブルク郡に属す市である。ここには有名なオーベルンキルヒェンの石切場がある。重要な産業分野はガラス産業、機械製造業、砂岩の採石などである。

## 地理

### 位置
オーベルンキルヒェンは、連邦道B65号線沿い、ビュッケブルクとシュタットハーゲンとの間に位置する。森に覆われた山ビュッケベルク（海抜 367 m）が市域の大きな部分を占めている。

### 市の構成
中核市区の他、以下の4つの町がこの市を形成している。
- ゲルドルフ
- クラインハーゲン
- レールカステン
- フェーレン

## 歴史
775年、カロリング朝の王がザクセンからの勝利の帰還を果たす際に、「Castrum Bukkaburg」（旧ビュッケブルク城）とあるのが文献上の初出である。
Overenkerken、すなわち「上の教会」(die obere Kirche) が現在の地名 Obernkirchen の語源である。ルートヴィヒ・デム・フロンメン（810年 - 840年）のミンデン年代記によれば、北ドイツ低地を望むビュッケベルクの張り出した斜面に、ヴェーザー川とライネ川との間で最も古い聖職者の定住地としてオーベルンキルヒェン修道院が設けられた。936年にハンガリー人がこの修道院を襲撃し、焼き払ったとされるが、文献上の記録は遺されていない。
1167年になってやっと文献に修道院に関する記述が再びなされ、「Overenkerken」の名が見られる。これは 1167年に皇帝バルバロッサがエアフルトに市場開催権を与えた際の文書である。ポッペンブルク伯の最も古い紋章は1229年のオーベルンキルヒェン修道院の文書に遺されている。それは1217年から新しく建設した城にちなんで「フォン・シュピーゲル」を名乗ったベルンハルト伯の印である。印章のデザインは円盾で横帯の上に5弁のバラが3つ描かれ、"Bernardu ... Poppenhor ... " との文言が記されている。
1560年を少し過ぎた頃、一連の宗教改革の動きを承けて、この都市の核であるアウグスチノ会修道院もルター派の教義を受け容れることで根本的な変化を体験した。修道院長の財産は領主の物となった。残りの所領でシャウムブルクの貴族達は婦人宗教組織を設立した。1615年にシャウムブルク伯エルンストにより都市権が与えられたことは、オーベルンキルヒェンの発展に寄与している。
三十年戦争後、オーベルンキルヒェンと周辺のシャウムブルク領は、ヘッセン＝カッセル方伯領となった。この地域は時代とともに何度もシャウムブルク＝リッペとヘッセン＝カッセルとの国境争いの場となった。1733年に両家で合意が成立し、境界石が置かれた。1805年にナポレオン・ボナパルトがヘッセンを支配して以降、オーベルンキルヒェンは1813年までヴェストファーレン王国に属した。カトリック教会は1908年になって再興した。この街の暮らしと経済的発展は砂岩の産出（ワシントンD.C.のホワイトハウスは大部分がオーベルンキルヒェンの砂岩で造られている）、石炭採掘、ガラス製品によって支えられていた。やがて石炭の産出量は減少し、1961年に採掘は終了した。

### 宗教

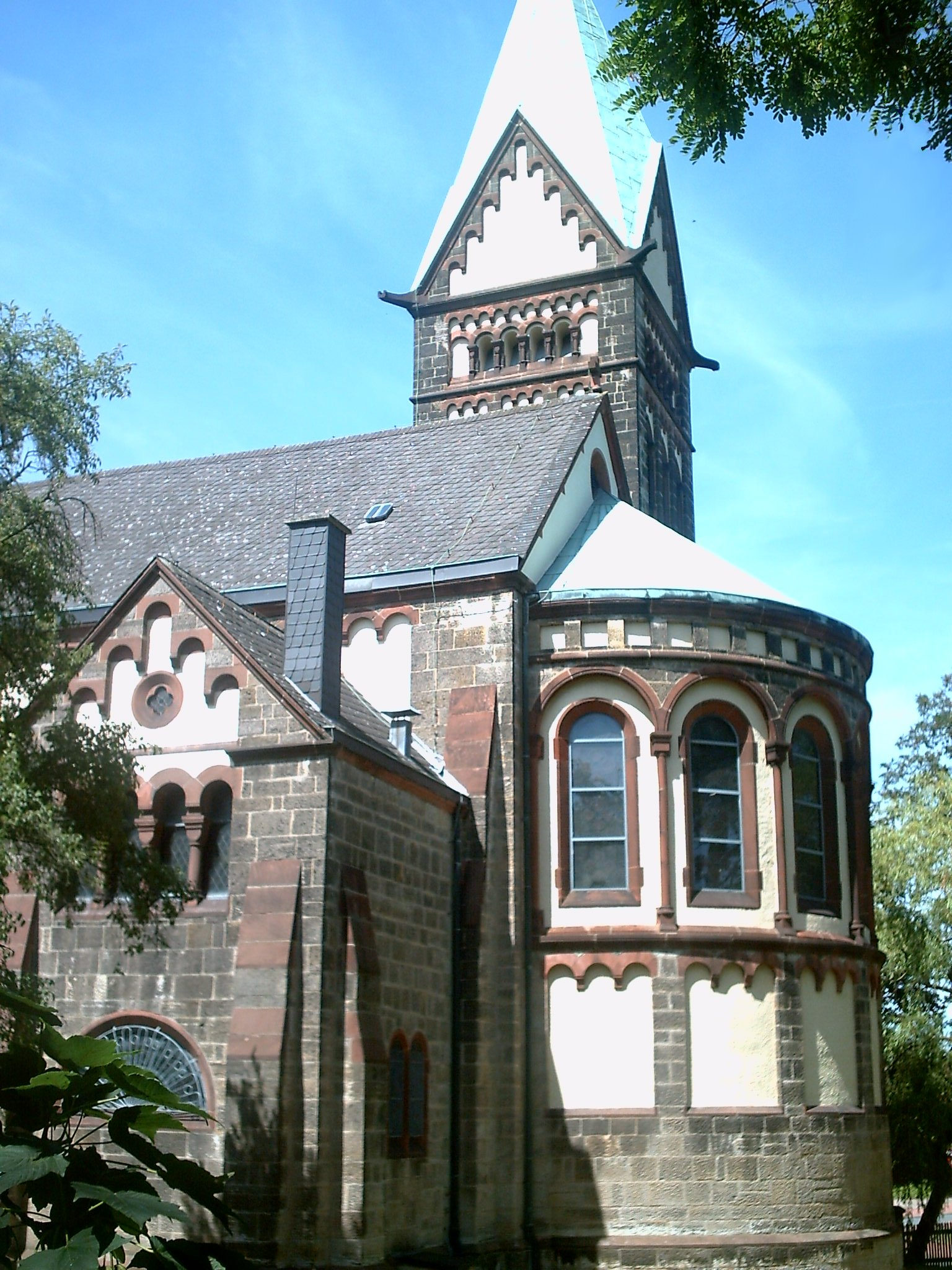
カトリックの聖ヨーゼフ教会

- プロテスタント・ルター派の教会組織は、グラーフシャフト・シャウムブルク教会クライスに属しており、従ってハノーファー地方教会の下位にあたる。礼拝は1330年に建設された聖マリア教区教会で行われている。
- カトリックの教会組織は、ビュッケブルク、バート・アイルゼン、レーレンの教会組織と連帯している。礼拝は1908年に建造された聖ヨーゼフ教会で執り行われている。
- フェーレン地区のルター派教会組織は、シャウムブルク＝リッペ地方教会に属している。礼拝は1904年に建設された教会で行われる。教区にはフェーレン、アーフム、ヴィッデンゼン、アーンゼン＝ノイミューレン、ダインゼン、ノイゼッゲブルーフ、シールンアイヒェンが含まれる。
- エホバの証人

## 行政

### 議会
オーベルンキルヒェン市の市議会は23議席からなる。

### 市長
デルテ・ヴォルム＝クレッシン（無所属）は、2021年9月12日の選挙で市長に選出された。

### 姉妹都市
- ラ・フレーシュ（フランス、サルト県）1968年

## 文化と見所

### 記念碑
ビュッケベルクの山上に「体操の父」フリードリヒ・ルートヴィヒ・ヤーンを讃えるヤーン記念碑がある。この記念碑は「Jahn」という名前、旧ドイツ体操連盟を示すトゥルナークロイツ、ヤーンの肖像が描かれた楕円形のレリーフからなる。

### 年中行事
ビュッケブルクの青年教育・余暇センターの空き地では毎年ヤーン・ベルクトゥルンフェストが開催されている。この行事は、シャウムブルク地方の様々なクラブから何百人もの参加者がある幅広いスポーツ・イベントである。かつて行われていた「Lauf um die Bückeberge」（ビュッケベルク周辺レース）に替わって1935年から行われており、2010年に75回記念大会が開催された。

## 経済と社会資本

### 地元企業
ドイツ最大のガラス容器メーカー Ardagh Glass Germany GmbH の工場がある。これはドイツに9つある同社の工場の1つである。

### 公共機関
最寄りの救急病院は、シュタットハーゲンとリンテルンにあるシャウムブルク病院およびビュッケブルクにあるベーテル病院である。これら3つの病院を統合して病床数400の病院をオーベルンキルヒェンに造る計画が話題になっている。

## 人物

### 出身者
- アウグスト・エトカー（1862年 - 1918年）企業家。エトカー・グループの創始者。
- ラインハルト・シェーア（1863年 - 1928年）海軍中将。大洋艦隊司令官

## 引用
1. ↑  Landesamt für Statistik Niedersachsen, LSN-Online Regionaldatenbank, Tabelle A100001G: Fortschreibung des Bevölkerungsstandes, Stand 31. Dezember 2023
2. ↑  Max Mangold, ed (2005). Duden, Aussprachewörterbuch (6 ed.). Dudenverl. p. 591. ISBN 978-3-411-04066-7
3. ↑  775年の帝国年代記によれば、カール大帝は pagus [Gau] bukki を通っている。 Vgl. Brosius, Dieter, Das Stift Obernkirchen 1167-1565 (= Schaumburger Studien 30), Bückeburg 1972, p. 8.
4. ↑  “Wahl des/der Bürgermeisters/in Stadt Obernkirchen 12.09.2021”. 2022年8月18日閲覧。
5. ↑  シャウムブルガー・ナハリヒテン、2010年6月23日付 "Jahnstein auf dem Bückeberg in neuem Glanz"
6. ↑  ヤーン・ベルクトゥルンフェストの歴史